# Michael Karel z Althannu (biskup)
Michael Karel z Althannu (německy Michael Karl von Althann, italsky Michele Carlo Althann, maďarsky Althann Mihály Károly, 29. května 1702, Kladsko – 6. června 1756, Vídeň) byl rakouský šlechtic ze šlechtického rodu Althannů, hrabě z Goldburgu a Murstettenu. V letech 1728–1734 vykonával úřad arcibiskupa z Bari a v letech 1734–1756 byl biskupem z diecéze vacovské v Uhrách.

## Život
Michael Karel se narodil jako syn hraběte Michaela Ferdinanda z Althannu  a jeho manžely Marie Eleonory Evy, rozené hraběnky Lažanské z Bukové. 
V roce 1718 nastoupil Michael Karel studium na Univerzitě la Sapienza v Římě, kde v roce 1725 získal titul doktora práv. Již během studií měl několik prebend: byl arciknězem v Opolí a St. Gallenu a také prelátem u papežské kurie. dne 1. května 1726 byl vysvěcen na kněze a 20. září 1728 byl jmenován arcibiskupem diecéze Bari-Bitonto.
Po smrti svého strýce Michaela Bedřicha z Althannu v roce 1734 byl navržen jako jeho nástupce na biskupství ve vacově. Papežské potvrzení se uskutečnilo 2. prosince 1735. Obdržel také titul osobního arcibiskupa. Stejně jako jeho strýc se zasadil o duchovní obnovu své diecéze, rekonstrukce kostelů a vyrovnání s Němci. 
Michael Karel z Althannu zemřel 6. června 1756 ve Vídni a byl pohřben na vacovském hřbitově.

## Spisy
- Materia Tentaminis Publici, Cum Annexis Thesibus Ex Institutionum Imperialium Quatuor Libris Desumptis. In: Diplomatarium Garstense. Verlag Trattner, Wien 1754 Digitalisat